# Kõlleste (ancienne commune)

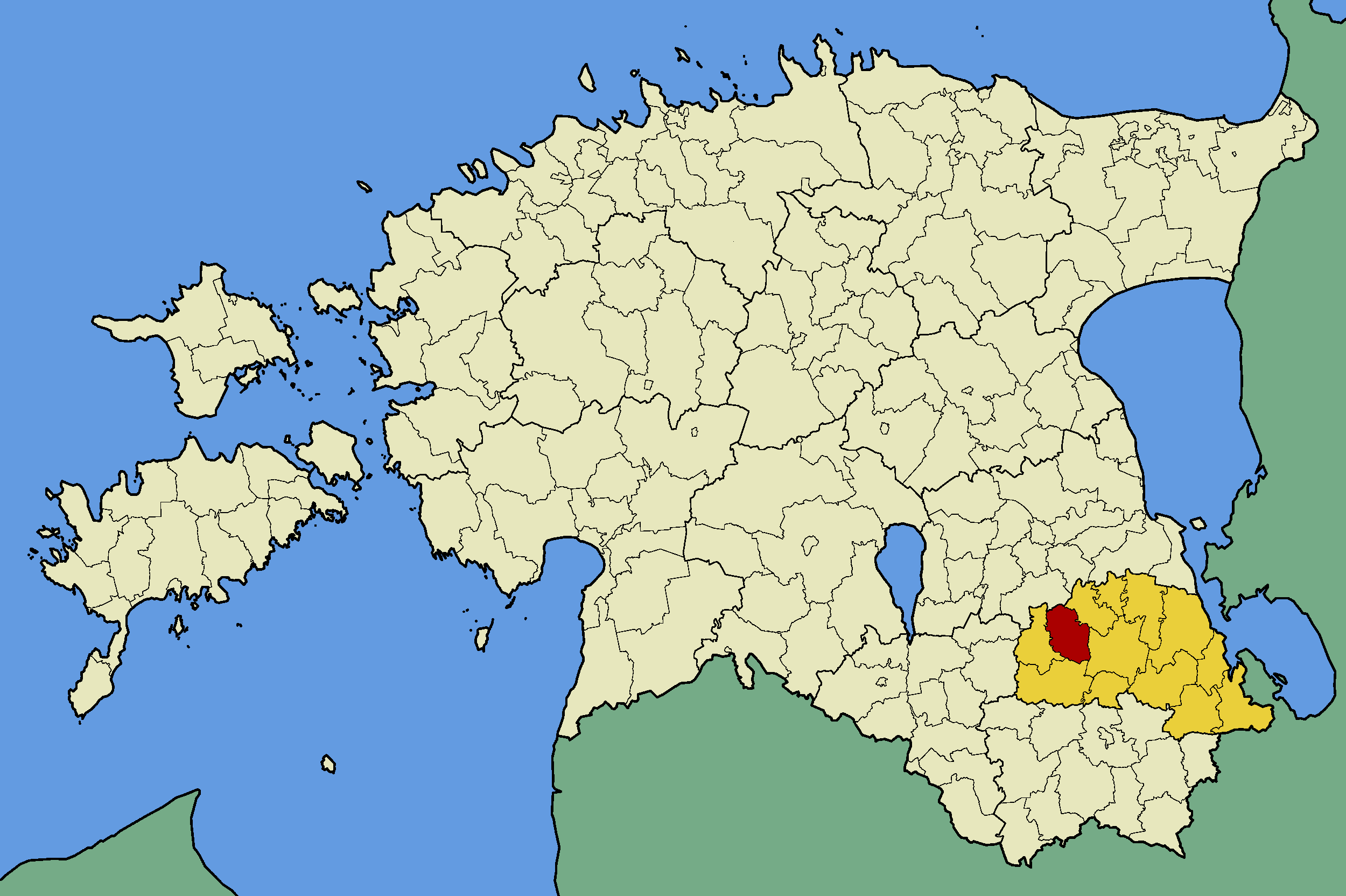
Localisation de l'ancienne commune de Kõlleste (en rouge) dans le comté de Põlva (en jaune).

Kõlleste (en estonien : Kõlleste vald) est une ancienne commune rurale située dans le comté de Põlva en Estonie. Son chef-lieu était le village de Krootuse.

## Géographie
Elle s'étendait sur une superficie de 150,1 km2 au nord-ouest du comté.
Elle comprenait les villages de Häätaru, Ihamaru, Karaski, Karilatsi, Krootuse, Palutaja, Piigaste, Prangli, Tõdu, Tuulemäe, Veski et Voorepalu.

## Histoire
À la suite de la réorganisation administrative d'octobre 2017, elle fusionne avec Kanepi et Valgjärve pour former la nouvelle commune de Kanepi.

## Démographie
En 2012, la population s'élevait à 960 habitants.